# Hery Rajaonarimampianina
Hery Martial Rajaonarimampianina Rakotoarimanana (* 6. listopadu 1958 Antananarivo, Madagaskar) je madagaskarský politik a od roku 2014 do 2018 byl také 5. prezident Madagaskaru. Dne 7. září 2018 odstoupil Rajaonarimampianina z funkce prezidenta, aby se zúčastnil prezidentských voleb naplánovaných na listopad 2018.

## Mládí a politická kariéra
V roce 1982 získal magisterský titul v oboru společenských věd na univerzitě Antananarivo. Poté odešel do Kanady, kde v roce 1986 absolvoval postgraduální studium účetnictví na Univerzitě Université du Québec v Trois-Rivières. V roce 1991 získal profesní osvědčení od Asociace certifikovaných účetních. Po návratu do vlasti byl od roku 1991 do roku 1995 ředitelem Národního ústavu pro účetnictví a podnikovou správu. Přednášel také na univerzitě v Antananarive a na univerzitě ve městě Metz ve Francii. V roce 1995 založil vlastní podnik, založil soukromou účetní firmu v Antananarivě. V roce 2003 se stal místopředsedou Nejvyšší rady účetních v Madagaskaru.
V roce 2009 po převratu na Madagaskaru a odvolání prezidenta Marca Ravalomananu z moci převzal funkci ministra financí a rozpočtu v nové vládě, kterou jmenoval Andry Rajoelina.
V roce 2013 založil vlastní politickou stranu Hera Vaovao hoan'i Madagasikara (New Forces Madagaskar) a byl jedním z kandidátů v prezidentských volbách, jejichž cílem bylo ukončit aktivní politickou krizi od roku 2009. Byl jedním z hlavních favoritů, kteří získali podporu od vládnoucího prezidenta Rajoelina, který se podobně jako bývalý prezident Marc Ravalomanana neúčastnil voleb. Během volební kampaně oznámil změny ve vzdělávacím systému, opatření na zlepšení zemědělské infrastruktury, snížení míry nezaměstnanosti a posílení mechanismů demokracie.
V prvním kole hlasování 25. října 2013 na druhém místě s 15,85% hlasů, ztrácí jen Jean-Jouisem Robinson , kandidát podporovaný příznivců Ravalomanana, který získal 21,16% hlasů. Ve druhém kole hlasování 20. prosince 2013 zvítězil proti Robinsonovi a získal 53,5% hlasů. Robinson si však stěžoval na výsledky druhého kola volebnímu soudu a poukazuje na téměř 300 případů volebních podvodů. Mezinárodní pozorovatelé, včetně volební mise Evropské unie, chválili však průběh jak prvního, tak druhého kola voleb, avšak věnovali pozornost ojedinělým případům nesrovnalostí a zdůraznili potřebu dalšího posílení demokracie. Nicméně považovali celý volební proces za svobodný a spravedlivý. 17. ledna 2014 volební soud oficiálně potvrdil volební vítězství Rajaonarimampianina.
Slavnostní inaugurace nového prezidenta proběhla 25. ledna 2014 na stadionu Stade Municipal de Mahamasina. Tím, že přísahu Rajaonarimampianina vyzvala politické oponenty k udržení jednoty a pomoci v činnostech pro rozvoj státu. Několik hodin po obřadu se na jedné z nedalekých autobusových zastávek objevila exploze granátu, což vedlo ke smrti dvouletého dítěte a 37 zraněných. Prezident poté, co navštívil zraněné v nemocnici, odsoudil použití jakékoliv formy násilí a oznámil, že je odpovědný.
Dne 26. května 2015 hlasoval Madagaskarský parlament o odvolání prezidenta z úřadu kvůli "údajnému ústavnímu porušení a všeobecné neschopnosti". Ústavní soud zamítl návrh na základě důvodů, že obvinění byla neopodstatněná a poté nepřípustná.
Dne 7. září 2018 odstoupil Rajaonarimampianina z funkce prezidenta, aby se zúčastnil prezidentských voleb naplánovaných na listopad. Podle madagaskarské ústavy musí kandidáti odstoupit nejméně 60 dní dříve, aby byli způsobilí k opětovnému výběru. V posledním oficiálním dni svého funkčního období jmenoval Rajaonarimampianina nové armádní generály a jmenoval nové velvyslankyně do Číny a Ruska. Povinnosti prezidenta dočasně převzal předseda senátu Rivo Rakotovao.

## Vyznamenání
- velkostuha Řádu Muhammada – Maroko, 21. listopadu 2016[1]
- Řád cti – Arménie, 7. dubna 2018[2]